# Euphyia limbata
Euphyia limbata är en fjärilsart som beskrevs av Louis Beethoven Prout 1910. Euphyia limbata ingår i släktet Euphyia och familjen mätare. Inga underarter finns listade i Catalogue of Life.